# Парламентские выборы в Сан-Марино (1945)
Парламентские выборы в Сан-Марино проходили 11 марта 1945 года.
В выборах участвовали две коалиции. Комитет свободы состоял из Коммунистической и Социалистической партий Сан-Марино, а Демократический союз объединял умеренные и консервативные силы. В результате победу одержал Комитет свободы, получивший 40 из 60 мест парламента.

## Результаты
| Партия                               | Голоса | %    | Мест |
| ------------------------------------ | ------ | ---- | ---- |
| Комитет свободы                      | 2 214  | 66,0 | 40   |
| Сан-Маринский демократический союз   | 1 142  | 34,0 | 20   |
| Недействительных/пустых бюллетеней   | 30     | –    | –    |
| Всего                                | 3 356  | 100  | 60   |
| Зарегистрированных избирателей/ Явка | 5 846  | 57,4 | –    |
| Источник: Nohlen & Stöver            |        |      |      |